# Kurjensaaret (ö i Päijänne-Tavastland, Lahtis, lat 61,39, long 25,97)
Kurjensaaret är en ö i Finland. Den ligger i sjön Ylimmäinen och i kommunen Sysmä i den ekonomiska regionen  Lahtis ekonomiska region  och landskapet Päijänne-Tavastland, i den södra delen av landet, 150 km norr om huvudstaden Helsingfors. Öns area är 0,1 hektar och dess största längd är 50 meter i sydöst-nordvästlig riktning.  Notera att namnet antyder att det är fråga om flera öar.